# SARS koronavirusna glavna proteinaza
SARS koronavirusna glavna proteinaza (EC 3.4.22.69, 3cLpro, 3C-slična proteaza, koronavirusna 3C-like proteaza, Mpro, SARS 3C-slična proteaza, SARS koronavirusna 3CL proteaza, SARS koronavirusna glavna peptidaza, SARS-CoV 3CLpro enzim, SARS-CoV glavna proteaza, SARS-CoV Mpro, glavna proteaza koronavirusnog jakog akutnog respiratornog sindroma) je enzim. Ovaj enzim katalizuje sledeću hemijsku reakciju
Najreaktivniji supstrati su peptidi TSAVLQ-SGFRK-NH2 i SGVTFQ-GKFKK. Oni korespondiju mestima samo presecanja SARS 3C-sličnih proteinaza. Postoji preferencija za supstrate sa Gln u P1 poziciji i Leu u P2 poziciji
Glavna proteaza SARS koronavirusa je ključni enzim u obradi replikaznih poliproteina SARS koronavirusa.

## Literatura
- Nicholas C. Price; Lewis Stevens (1999). Fundamentals of Enzymology: The Cell and Molecular Biology of Catalytic Proteins (Third изд.). USA: Oxford University Press. ISBN 019850229X.
- Eric J. Toone (2006). Advances in Enzymology and Related Areas of Molecular Biology, Protein Evolution (Volume 75 изд.). Wiley-Interscience. ISBN 0471205036.
- Branden C; Tooze J. Introduction to Protein Structure. New York, NY: Garland Publishing. ISBN 0-8153-2305-0.
- Irwin H. Segel. Enzyme Kinetics: Behavior and Analysis of Rapid Equilibrium and Steady-State Enzyme Systems (Book 44 изд.). Wiley Classics Library. ISBN 0471303097.
- William P. Jencks (1987). Catalysis in Chemistry and Enzymology. Dover Publications. ISBN 0486654605.

## Spoljašnje veze
- SARS+coronavirus+main+proteinase на 